# Ataronchronon
Ataronchronon (Bog People), pleme američkih Indijanaca iz Ontarija naseljeno u ranom 17. stoljeću u krajevima istočno od Nottawasaga Baya, Kanada. Ataronchrononi su kao peto pleme primljeni u konfederaciju Wendat čiji su članovi bili Arendahronon (rock people), Attignawantan (bear people), Attigneenongnahac (cord people) i Tahontaenrat (deer people). Teritorij Ataronchronona, prostirao se između Attignawantana na zapadu, Attigneenongnahaca na istoku i Tahontaenrata na Jugu, bio je prekriven baruština, a sam njihov naziv i prevodi se kao Bog People,  Ovaj narod o kojemu je veoma malo poznato imao je (1639) 4 sela (A.F. Hunter in JR 19:269n7) i oko 1,400 duša. 

## Vanjske poveznice
- Huron  Arhivirana inačica izvorne stranice od 4. prosinca 2010. (Wayback Machine)